# Riney Lochmann
Reinhold D. Lochmann, detto Riney (Wichita, 26 maggio 1944), è un ex cestista statunitense, professionista nella ABA.